# Crassula ruamahanga
Crassula ruamahanga là một loài thực vật có hoa trong họ Crassulaceae. Loài này được A.P.Druce miêu tả khoa học đầu tiên năm 1987.